# Michigan Stags
Michigan Stags byl profesionální americký klub ledního hokeje, který sídlil v Detroitu ve státě Michigan. V letech 1974–1975 působil v profesionální soutěži World Hockey Association. Stags ve své poslední sezóně v WHA skončily v základní části. Své domácí zápasy odehrával v hale Cobo Arena s kapacitou 12 200 diváků. Klubové barvy byly červená, černá a zlatá.
V průběhu sezóny 1974/75 byl klub přestěhován do Baltimoru, kde vznikly Baltimore Blades. Po sezóně 1974/75 byla celá frančíza zrušena.

## Historické názvy
Zdroj: 
- 1974 – Michigan Stags
- 1975 – Baltimore Blades

## Umístění v jednotlivých sezonách
Stručný přehled
Zdroj: 
- 1974–1975: World Hockey Association (Západní divize)

Jednotlivé ročníky
Zdroj: 
Legenda: Z - zápasy, V - výhry, VP - výhry v prodloužení, R - remízy, P - porážky, PP - porážky v prodloužení, VG - vstřelené góly, OG - obdržené góly, +/- - rozdíl skóre, B - body, KPW - Konference Prince z Walesu, CK - Campbellova konference, ZK - Západní konference, VK - Východní konference, fialové podbarvení - reorganizace, změna skupiny či soutěže
| USA / Kanada (1974 – 1975) |                      |        |    |    |    |   |    |    |     |     |      |    |        |          |
| Sezóny                     | Liga                 | Úroveň | Z  | V  | VP | R | PP | P  | VG  | OG  | +/-  | B  | Pozice | Play-off |
| 1974/75                    | WHA (Západní divize) | –      | 78 | 21 | –  | 4 | –  | 53 | 205 | 341 | -136 | 46 | 5.     | –        |